# Autunit
Autunit, kalkuranglimmer, hydratiserat kalcium-, uran-, fosfatmineral med den kemiska sammansättningen Ca(UO2)2(PO4)2·10 12H2O. Den är ett gulgrönaktigt fluorescerande mineral med en Mohs hårdhet på 2–2,5. Autunit kristalliserar i det ortorhombiska systemet och förekommer ofta som plattformade kvadratiska kristaller, vanligen i små skorpor eller i solfjäderliknande massor. På grund av uranhalt på 48,27 procent är den radioaktiv och används även som uranmalm. Autunit fluorescerar ljusgrönt till limegrönt under UV-ljus. Mineralet kallas också calco-uranit, men detta namn används sällan och är föråldrat.
Autunit upptäcktes 1852 nära den franska staden Autun, Frankrike. Det förekommer som en oxidationsprodukt av uranmineraler i granitpegmatiter och hydrotermiska avlagringar. Associerade mineraler är metaautunit, torbernit, fosfuranylit, saleit, uranofan och sabugalit.

## Etymologi
Autunit fick sitt namn efter staden Autun, Frankrike, där mineralet ursprungligen hittades. Mineralet namngavs av Henry J. Brooke och William H. Miller 1854.[5] Det arkaiska namnet "calco-uranit" parar sig med det liknande sammansatta mineralet torbernit, som fick namnet "cupro-uranit". Båda mineralerna är namngivna på grund av deras uraninnehåll, med autunits namn som syftar på dess kalcium- (calco) och torbernits koppar- (cupro) kvantitet.

## Förekomst och gruvbrytnining
Bland fyndorterna kan förutom Autun nämnas Schneeberg och Johanngeorgenstadt i Sachsen i Tyskland; Northern Territory i Australien, Cornwall i Storbritannien; Washington i USA och Jáchymov i Tjeckien.

### Mount Kit Carson, Washington

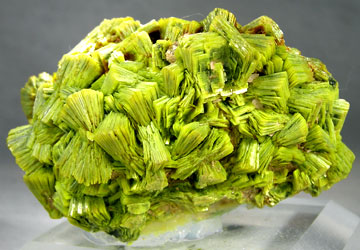
Autunit från Mount Kit Carson, Washington

Forskare fann autunit i Daybreak Mine på Mount Kit Carson, Spokane, Washington, i "vugs, sprickor och skjuvzoner i granitisk sten". Dessa områden visade tecken på ett annat fosfat, apatit, som kan ha hjälpt till att bilda autunit, genom att tillhandahålla en källa till fosfat och kalk. Bildandet kan ha inträffat med växelverkan mellan uran som lakats ut från en separat förekomst.
90 000 pund U3O8 producerades från nio inmutningar, även om det mesta av malmen kom från Daybreak Mine.

### Andra lokaliteter
En av de andra platserna för autunit är Autun, Frankrike, typorten och mineralets namne. Mineralet bildades där som en förändring av uraninit och andra uranhaltiga mineraler. Autunit finns också i Cornwall, Sachsen och North och South Dakota.

## Meta-autunit
Om mineralet torkar ut kan det tappa vatteninnehållet och omvandlas till meta-autunite-I, som kan förvandlas till meta-autunite-II efter uppvärmning. Dessa två efterföljande mineraler är mycket sällsynta i naturen. För vetenskapliga studier rekommenderas att förvara mineralet i en förseglad behållare för att minimera vattenförlusten. Museer är kända för att ha täckt mineralet med lack för att undvika uttorkning av mineralet.

## Galleri

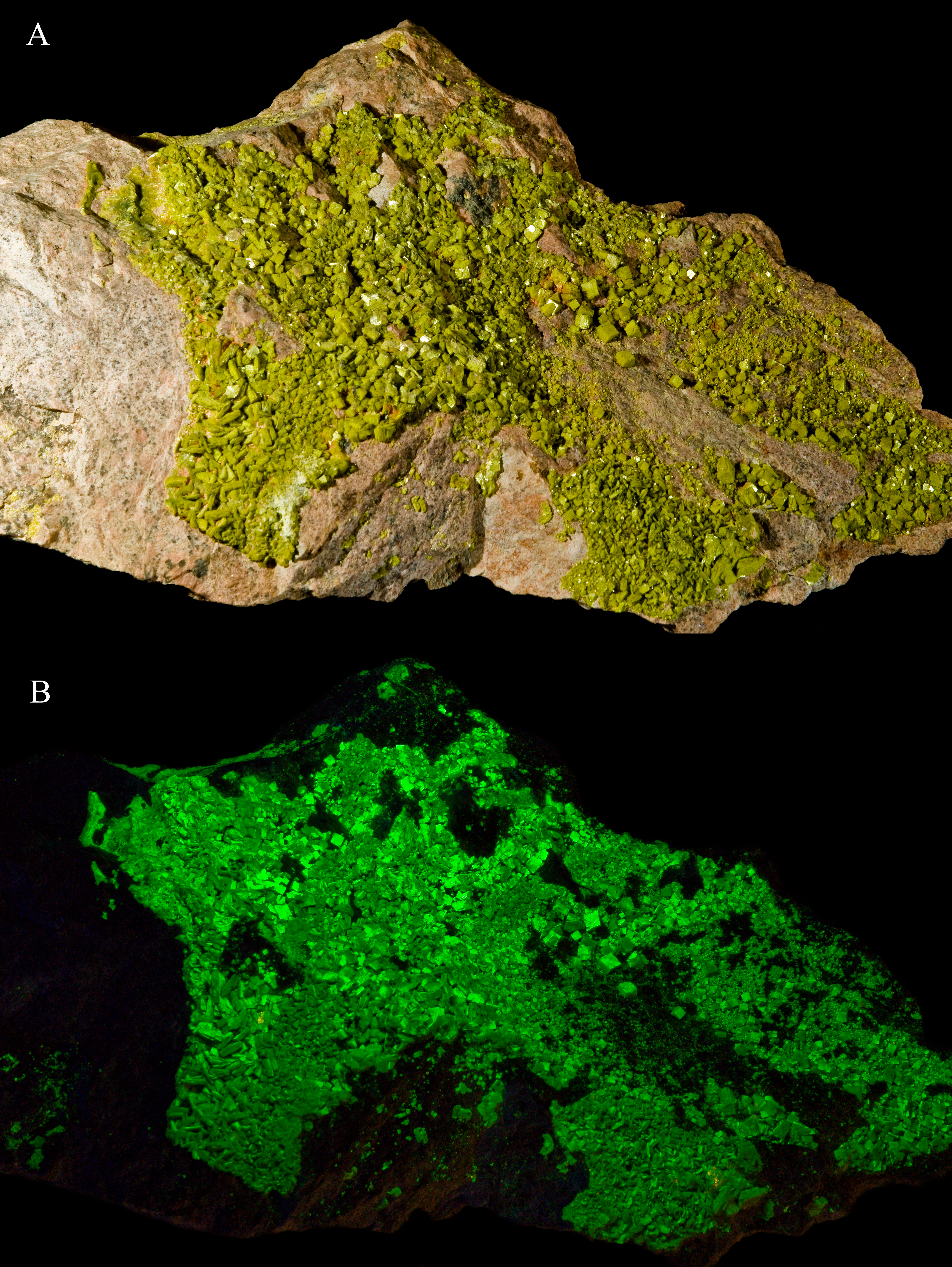
Autunit under UV-ljus
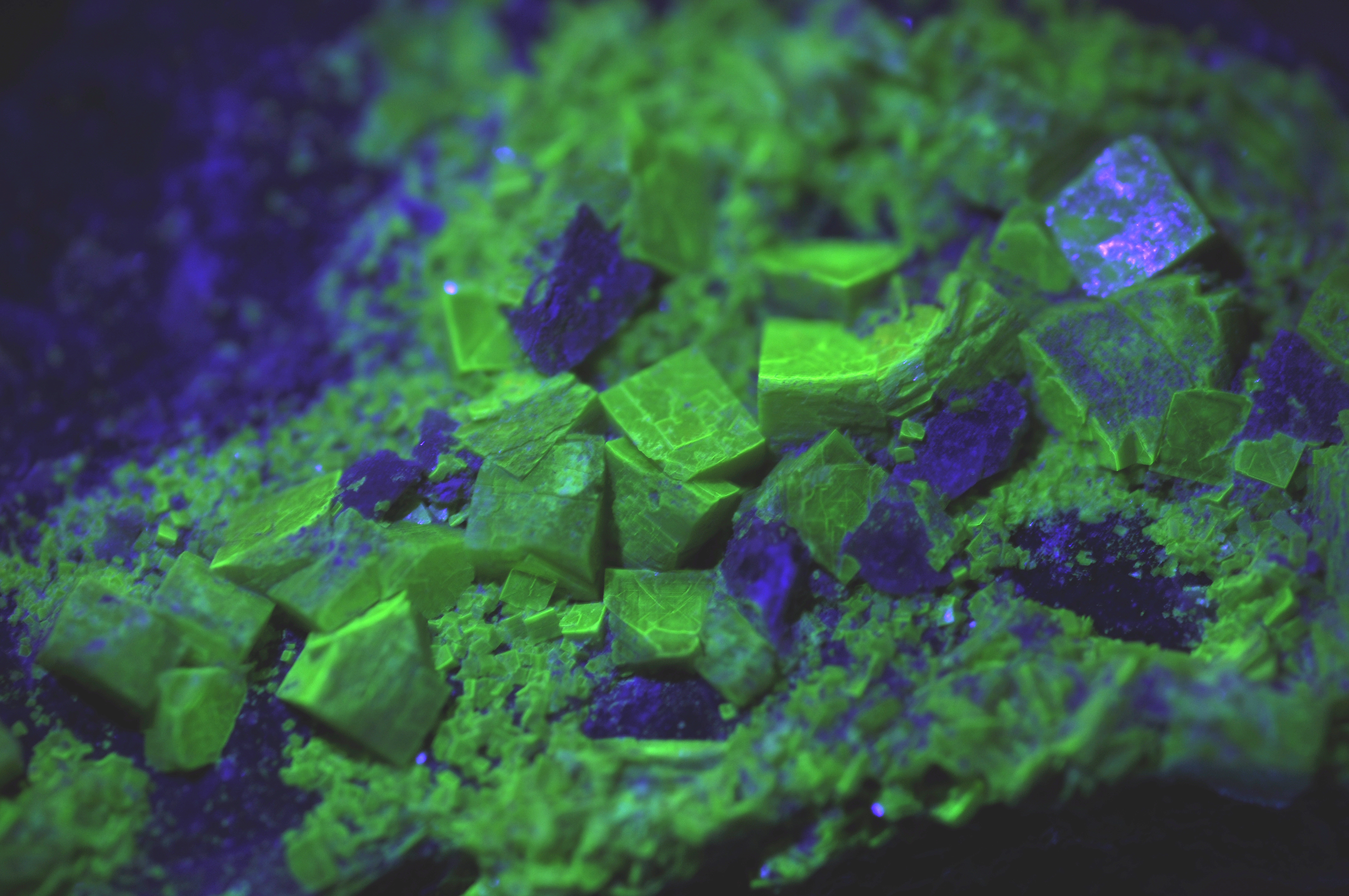
Fler kristaller under UV-ljus
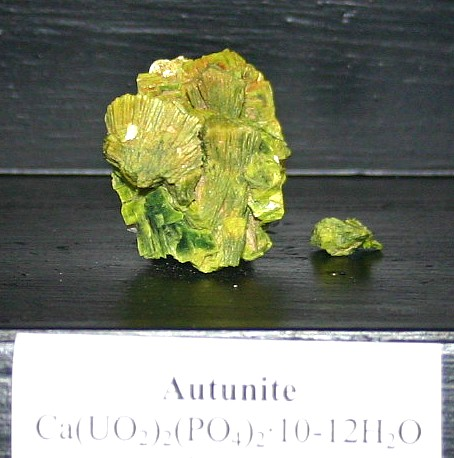
Fjällande kristaller av autunit
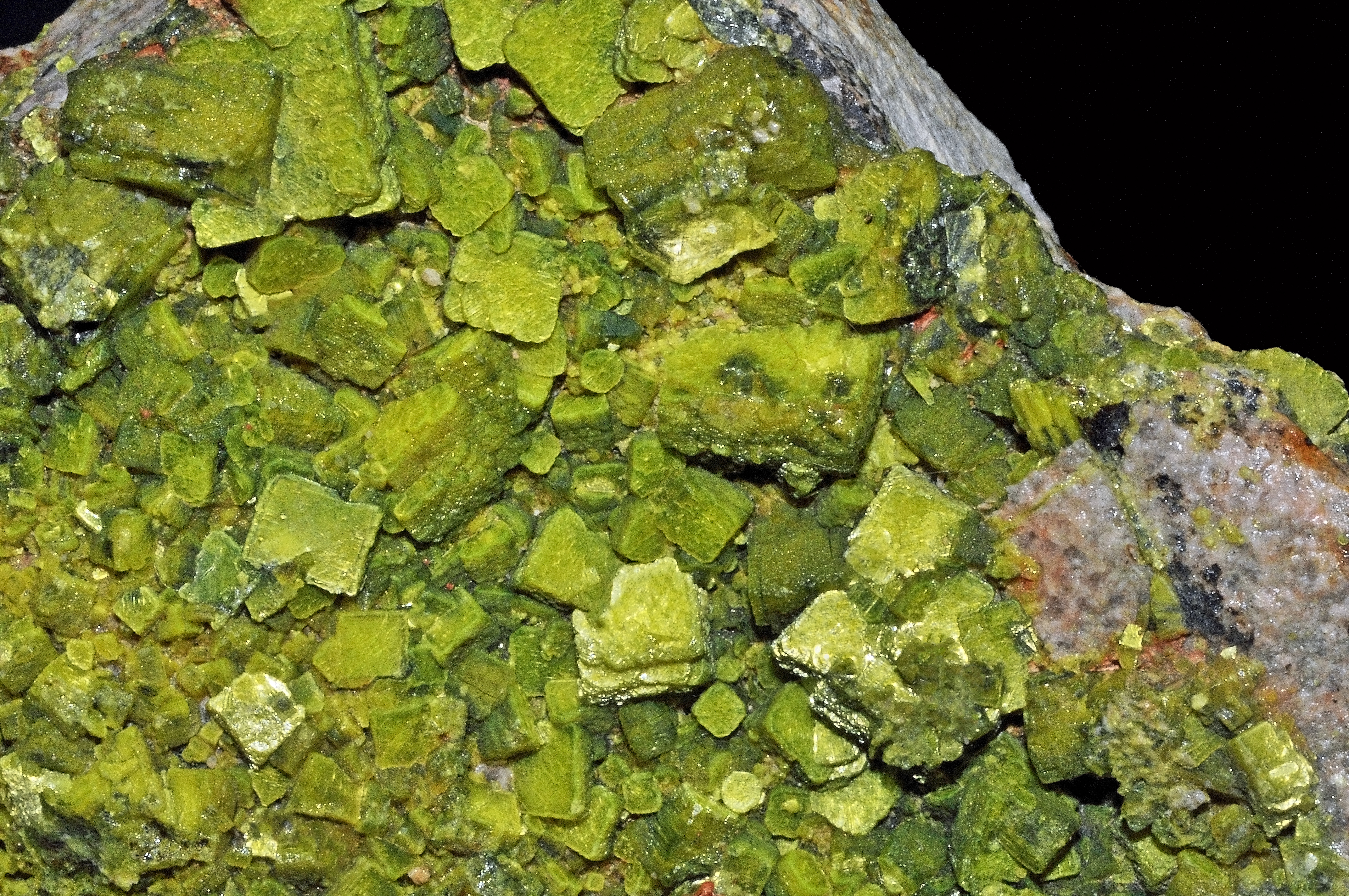
Autunit från Frankrike
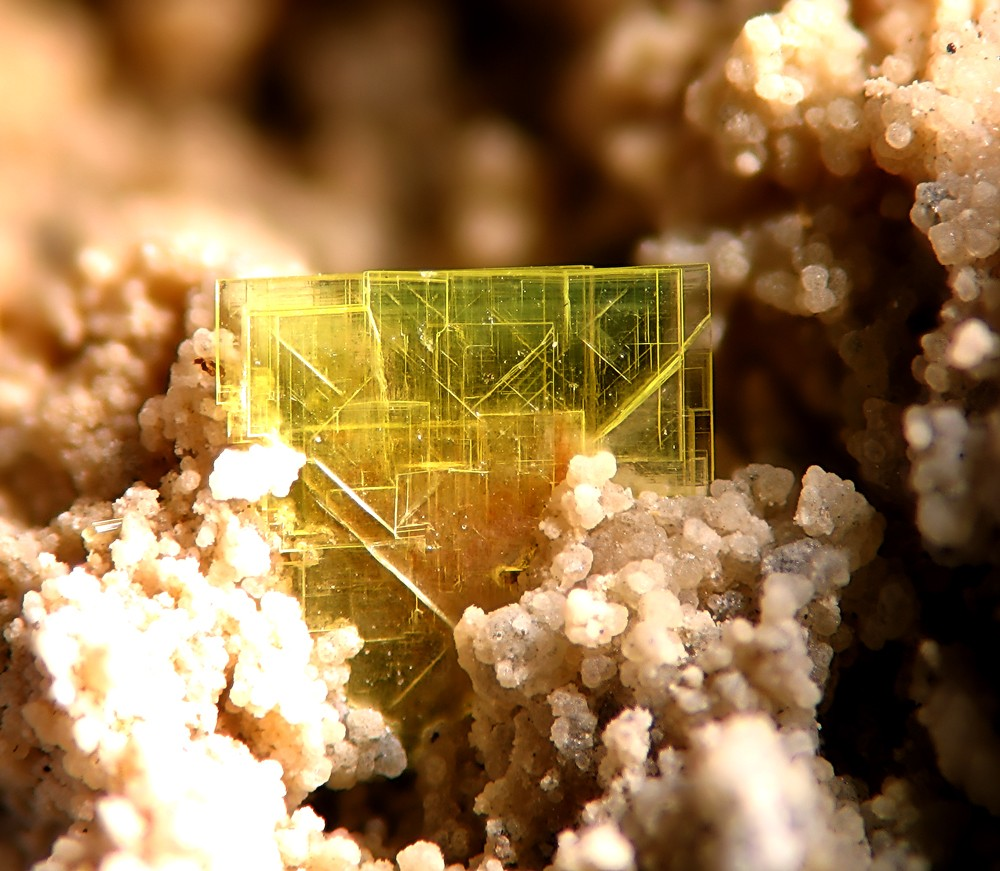
Närbild på en autunitkristall
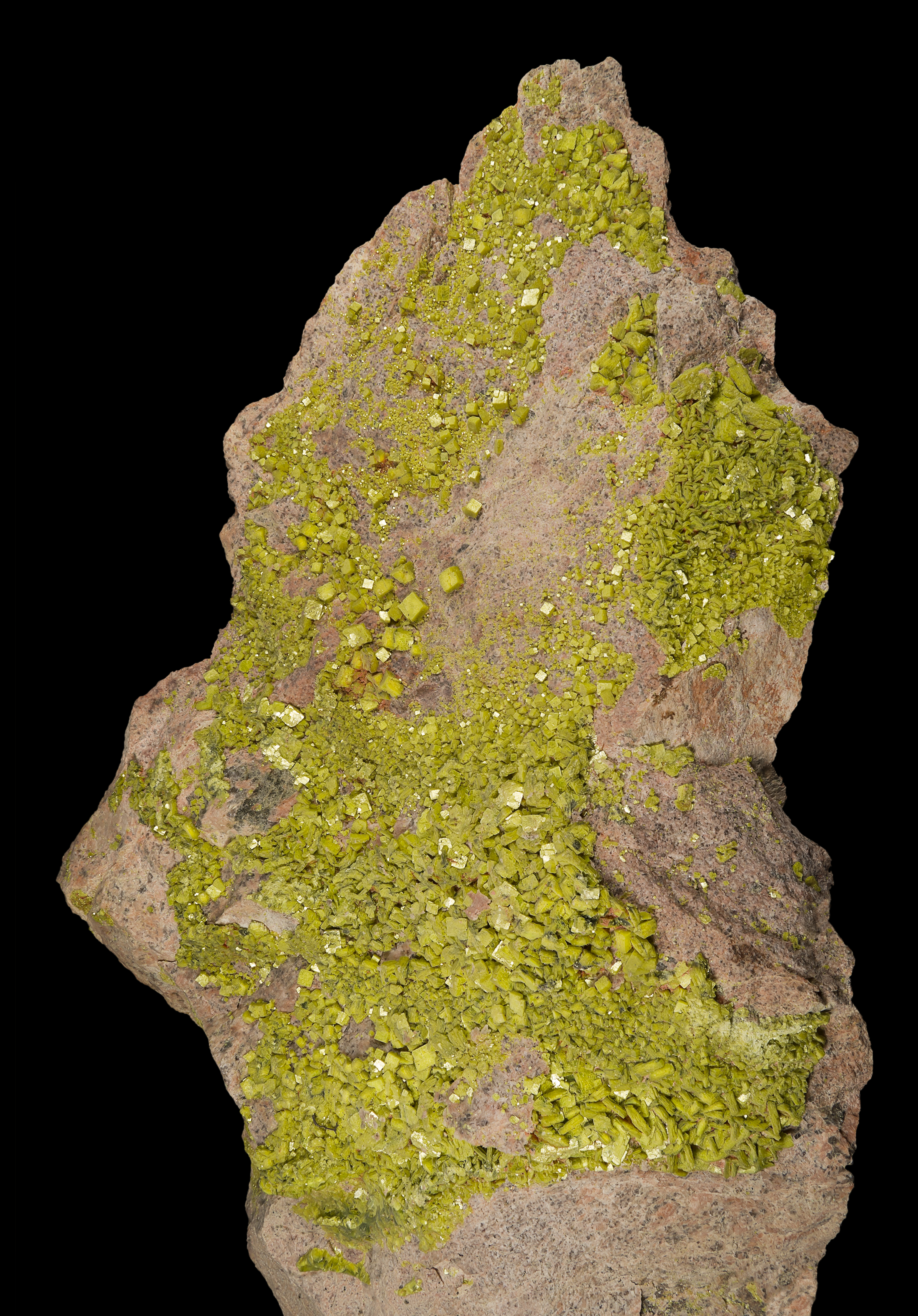
Autunit